# Niek Michel
Nicolaas Johannes „Niek“ Michel  (* 30. September 1912 in Velsen; † 24. Juni 1971) war ein niederländischer Fußballtorhüter.

## Karriere
Über Michels sportlichen Werdegang liegen nur spärliche Informationen vor. Er spielte auf Vereinsebene für die Velseroorder Sport Vereniging. Mit diesem Klub gewann er 1938 den KNVB-Pokal.
Ohne zuvor ein Länderspiel bestritten zu haben, wurde Michel anlässlich der Weltmeisterschaft 1938 in Frankreich als zweiter Torhüter nach Adri van Male für die Auswahl der Niederlande nominiert, während des Turniers jedoch nicht eingesetzt.
Sein einziges Länderspiel für die Niederlande bestritt Michel am 17. März 1940 beim 1:7 in einem Freundschaftsspiel gegen Belgien.

## Erfolge
- Niederländischer Pokalsieger: 1938